# 傑維奇耶湖
56°37′46″N 29°36′55″E / 56.62944°N 29.61528°E
傑維奇耶湖（俄语：Девичье），是俄羅斯的湖泊，位於該國西北部，由普斯科夫州負責管轄，處於新索科利尼基區，面積1平方公里，海拔高度221米，集水區面積11.19平方公里，平均水深1.7米，最大水深4米。